# 金原淑郎
金原 淑郎（きんばら よしろう、1929年9月24日 - ）は、日本の自動車技術者。トヨタ自動車取締役副社長や、自動車技術会会長を務めた。

## 人物・経歴
愛知県立刈谷高等学校を経て、1954年早稲田大学大学院工学研究科修士課程修了。1980年トヨタ自動車工業取締役。1986年トヨタ自動車常務取締役。1988年トヨタ自動車専務取締役。1992年からトヨタ自動車取締役副社長を務め、プロジェクト「G21」を立ち上げて次世代自動車の在り方の検討を行うなどした。1994年自動車技術会会長。運輸省運輸技術審議会自動車部会委員等も務めた。